# Karl Britzelmayr
Karl Britzelmayr (Passau, 26 de maio de 1894 – 9 de março de 1988) foi um oficial alemão que serviu durante a Segunda Guerra Mundial. Foi condecorado com a Cruz de Cavaleiro da Cruz de Ferro.

## Carreira

### Patentes
Oberstleutnant

### Condecorações
| Cruz de Ferro 2ª Classe                                   |
| Cruz de Ferro 1ª Classe                                   |
| Cruz de Cavaleiro da Cruz de Ferro 2 de fevereiro de 1942 |

## Literatura
- Fellgiebel W.P., Elite of the Third Reich, The recipients of the Knight's Cross of the Iron Cross 1939-1945: A Reference, Helion & Company Limited, Solihull, 2003, ISBN 1-874622-46-9.
- Fellgiebel, Walther-Peer (2000). Die Träger des Ritterkreuzes des Eisernen Kreuzes 1939-1945. Friedburg, Germany: Podzun-Pallas, 2000. ISBN 3-7909-0284-5.
- Scherzer, Veit (2007). Ritterkreuzträger 1939 - 1945 Die Inhaber des Ritterkreuzes des Eisernen Kreuzes 1939 von Heer, Luftwaffe, Kriegsmarine, Waffen-SS, Volkssturm sowie mit Deutschland verbündeter Streitkräfte nach den Unterlagen des Bundesarchives (in German). Jena, Germany: Scherzers Miltaer-Verlag. ISBN 978-3-938845-17-2.